# Retteghy Margit
| Retteghy Margit                           | Retteghy Margit                                                              |
| Kattints az alábbi külső linkek egyikére! | Kattints az alábbi külső linkek egyikére!                                    |
| ----------------------------------------- | ---------------------------------------------------------------------------- |
| Nem található szabad kép.(?)              |                                                                              |
| külső link · jogvédett                    | Retteghy Margit 1915-ben; Színházi Élet melléklete, Mészöly László felvétele |

Retteghy Margit (1883? – 1973) magyar színésznő, többek között a Miskolci Nemzeti Színház, majd a Buda–Temesvári Színtársulat tagja. 1913-ban az Ali rózsáskertje című magyar némafilm főszereplője volt.

## Élete és pályafutása
Az erdélyi kisbudaki Rettegi családhoz tartozó Retteghy Béla földbirtokos lányaként született. Szerémy Zoltán tanítványa volt. A Miskolci Nemzeti Színház tagjaként vendégszereplésen volt Egerben, amikor felkérték az Ali rózsáskertje női főszerepére. Miskolcon ünnepelt, kedvelt színésznőnek számított. Vendégszerepelt a Vígszínházban, a Testőr című darabban, ami után a színház le is szerződtette. 1915-ben már a Buda–Temesvári Színtársulat tagja volt. Budapesten is ismert és körülrajongott művésznek számított, arcképével képeslapokat értékesítettek.
1973-ban hunyt el Budapesten egy idősotthonban, a Rákoskeresztúri temetőben temették el.